# Bruntjärnen, Hälsingland
Bruntjärnen är en sjö i Hudiksvalls kommun i Hälsingland och ingår i Nianån-Norralaåns kustområde. Sjön är 16,7 meter djup, har en yta på 0,14 kvadratkilometer och är belägen 269,1 meter över havet.

## Delavrinningsområde
Bruntjärnen ingår i det delavrinningsområde (682773-154730) som SMHI kallar för Utloppet av Bruntjärnen. Medelhöjden är 286 meter över havet och ytan är 0,95 kvadratkilometer. Det finns inga avrinningsområden uppströms utan avrinningsområdet är högsta punkten. Vattendraget som avvattnar avrinningsområdet har biflödesordning 3, vilket innebär att vattnet flödar genom totalt 3 vattendrag innan det når havet efter 23 kilometer. Avrinningsområdet består mestadels av skog (80 procent). Avrinningsområdet har 0,14 kvadratkilometer vattenytor vilket ger det en sjöprocent på 14,5 procent.